# Fledermauswochenstuben Schweina und Bad Liebenstein
Fledermauswochenstuben Schweina und Bad Liebenstein este o arie protejată (arie specială de conservare — SAC, sit de importanță comunitară — SCI) din Germania întinsă pe o suprafață de 0,01 ha, integral pe uscat.

## Localizare
Centrul sitului Fledermauswochenstuben Schweina und Bad Liebenstein este situat la coordonatele 50°49′42″N 10°20′56″E / 50.8283°N 10.3489°E.

## Înființare
Situl Fledermauswochenstuben Schweina und Bad Liebenstein a fost declarat sit de importanță comunitară în iunie 2004 pentru a proteja 4 specii de animale. Situl a fost protejat și ca arie specială de conservare în iulie 2008.

## Biodiversitate
Situată în ecoregiunea continentală, aria protejată conține 1 habitat natural: Peșteri inaccesibile publicului.
La baza desemnării sitului se află mai multe specii protejate de  mamifere (4): liliac cârn (Barbastella barbastellus), liliac cu urechi mari (Myotis bechsteinii), liliac comun (Myotis myotis), liliacul mic cu potcoavă (Rhinolophus hipposideros)
Pe lângă speciile protejate, pe teritoriul sitului au mai fost identificate 5 specii de mamifere.